# Dolmayrac
Dolmayrac är en kommun i departementet Lot-et-Garonne i regionen Nouvelle-Aquitaine i sydvästra Frankrike. Kommunen ligger i kantonen Sainte-Livrade-sur-Lot som tillhör arrondissementet Villeneuve-sur-Lot. År 2022 hade Dolmayrac 714 invånare.

## Befolkningsutveckling
Antalet invånare i kommunen Dolmayrac
| Referens: INSEE |